# Horilka
La horilka (en ukrainien : горілка, en biélorusse : гарэлка, en roumain : horincă) est une boisson alcoolisée ukrainienne.

## Dénomination
Le mot horilka est utilisé dans un sens générique en ukrainien pour désigner la vodka ou d'autres spiritueux forts. Les variantes dialectales sont harilka, horilash, horilytsya, horilets', horilukha, z·horivka, zorivka, orilka, ainsi que horivka et horychka en ukrainien occidental.
Le terme samohon (самогон, litt. « auto-distillé ») désigne les liqueurs distillées à la maison et est presque identique au russe самогон et au polonais samogon.
Le pertsivka (перцівка) est une variante d'horilka infusée avec des piments. Historiquement, en dehors de l'Ukraine, le terme pertsivka a parfois été utilisé à la place de « horilka ».

### Étymologie
Le mot horilka est attesté en 1562 (горилка) et 1678 (горѣлка). Le mot vient de la même racine que le verbe horíty (горіти, litt. « brûler »), similaire au biélorusse harelka, au russe méridional gorelka, au tchèque kořalka, et le slovaque goralka, goržolka.
Le mot aurait suivi la même évolution que le mot polonais gorzałka, possiblement comme une abréviation d'un mot composé. Horile vyno (« vin brûlant ») est à comparer avec le mot plus ancien, attesté en 1511, horěloe vyno (горѣлое вино) ou horila (ya) voda (« eau brûlante »). Le mot en vieux-tchèque pálená voda a donné pálenka ou le palinka hongrois, transylvanien. Il s'agirait d'une adaptation du vieux haut allemand der brannte Wein qui a donné Branntwein,. On peut également le comparer au mot anglais brandy, abréviation de brandywine, à rapprocher du néerlandais brandewijn « vin brûlant ».

## Histoire
La production d'horilka s'est développée à partir du XVIe siècle, durant l'ère des cosaques zaporogues. La boisson était alors préparée avec du radis noir et du miel et était appelée krinovoukha.

## Fabrication
L'horilka est distillé à partir de céréales, du blé ou du seigle, occasionnellement à partir de pommes de terre, de miel et de sucre de betterave,.
Par le passé, l'horilka aurait titré à 20°,, mais désormais la production titre à 40°.

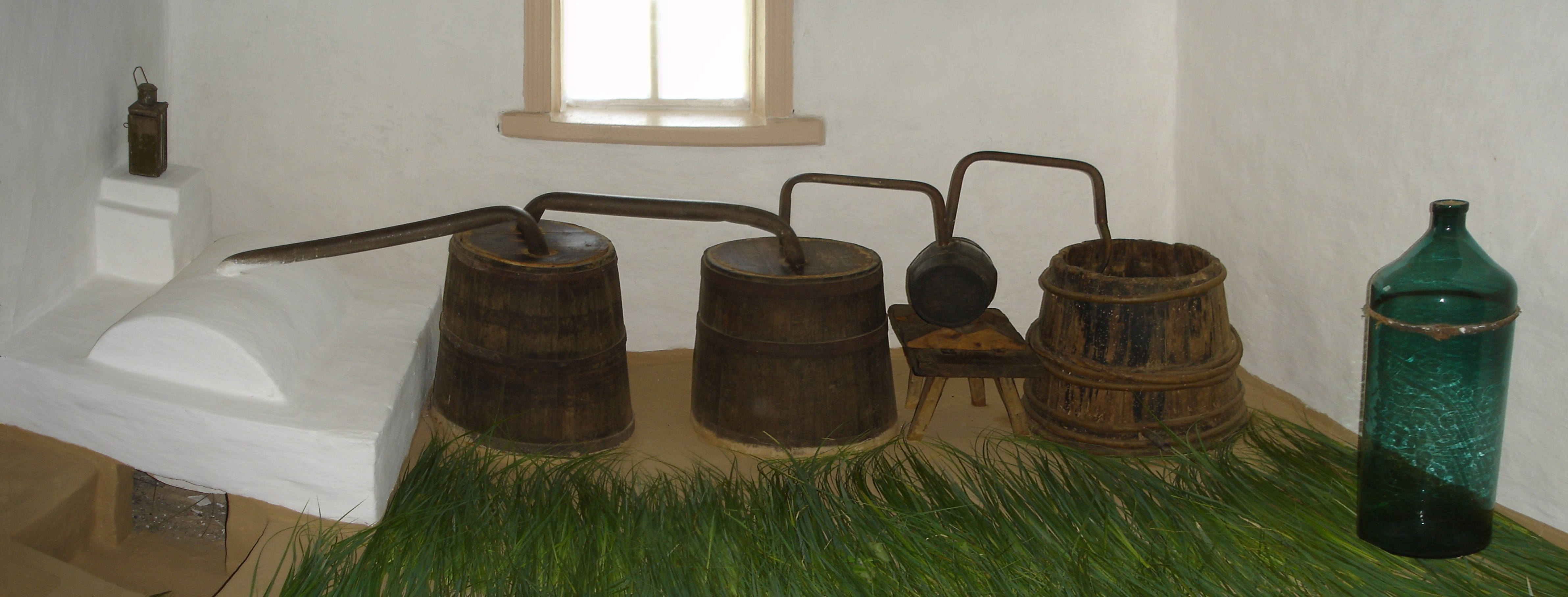
Un vieil alambic à horilka à plusieurs étages au musée en plein air de Pereïaslav-Khmelnytskyï

### Variantes
Différentes variations d'horilka font partie de la tradition ukrainienne. Une partie fait l'objet d'une commercialisation, mais la plupart sont fabriquées à la maison. L'horilka peut être infusée aux fruits (nalyvka) et aux épices (spotykach) : framboises, fraises, groseilles, prunelles, baies d'obier, cynorhodons, baies de sorbier, herbes à bison, cerises, prunes, abricots, citrons, oranges et clous de girofle, zestes d’agrumes, bourgeons de cassis, bourgeons de bouleaux, noix, miel, menthe, lait, piments.
La plupart de ces infusions sont mises à vieillir pour plusieurs semaines ou plusieurs mois, puis sont filtrées. L'ajout d'un sirop de sucre lors de la préparation renforce la teneur en alcool. Les fruits fermentent durant la préparation.
La zapikanka aussi appelée varenukha ou palynka est une infusion d'alcool et de fruits, couverte d'une pâte, chauffée au four.

### Marques
- Hetman
- Khlibni Dar
- Khortytsia
- Kozatska Rada
- Némiroff
- Vozdukh

## Traditions et service
L'horilka se sert frais (8 à 10 °C) en apéritif. Elle accompagne la choucroute locale dans l'ouest de l'Ukraine, ou des conserves de légumes et des tranches de salo (en) sur du pain de seigle,. L'horilka occupe une place importante dans la vie sociale ukrainienne et en particulier dans les mariages traditionnels en Ukraine,. La consommation d'horilka a diminué de 72% à 58% entre 1998 et 2006.
Unian 2007 « Et donne-nous de l’eau-de-vie, beaucoup d’eau-de-vie ; pas de cette eau-de-vie avec toutes sortes d’ingrédients, des raisins secs et autres vilenies ; mais de l’eau-de-vie toute pure, qui pétille et mousse comme une enragée. — Taras Bulba, de Nikolaï Gogol »
Traditionnellement, on consomme l'horilka pour essayer de faire passer les rhumes et les maux de gorge.